# Sierra de Cazorla

Ligging van de comarca Sierra de Cazorla in Andalusië

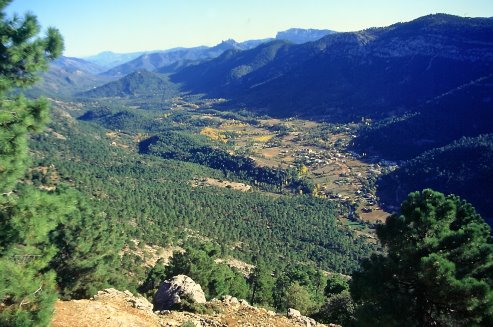
Sierra de Cazorla

Sierra de Cazorla is een comarca (een lagere overheid, vergelijkbaar met het Amerikaanse "county" of het Engelse "shire") van de Spaanse autonome regio Andalusië. De comarca is gelegen in de provincie Jaén. De hoofdstad van de comarca is Cazorla.
Sierra de Cazorla is tevens een beschermd Spaans natuurpark. Het Parque Natural Sierras de Cazorla, Segura y Las Villas is een prachtig natuurgebied ten oosten van de stadjes Baeza en Ubeda. In de bergen op een hoogte van 800 tot 2100 meter is koelte en rust. Het park is populair bij vakantiegangers die de drukte en hitte van Andalusië willen ontvluchten.
De rivier Guadalquivir die 680 kilometer lang door Andalusië stroomt, ontspringt in de Sierra de Cazorla. Het natuurgebied van het Parque Natural strekt zich uit langs de berghellingen die de eerste honderd kilometer van deze rivier omgeven. In het gebied ligt ook het grootste aaneengesloten bosgebied van Spanje. Er is een stuwmeer, er zijn kloven, kastelen en ook verschillende aardige stadjes en dorpjes met voldoende hotelletjes, pensions en campings. Vrij kamperen is op enkele plaatsen mogelijk. Terzijde van de wandelpaden foerageren herten, moeflons en vossen die verstoord opkijken als toeristen te veel herrie maken. 
Wat tijdens wandeltochten vooral opvalt is de grote verscheidenheid aan boomsoorten; het park is dan ook een lustoord voor dendrologen. In het Parque Natural ligt La Iruela met een weids mirador, uitzichtpunt. Centraal in het natuurpark, in Torre del Vinagre, is het Centro de Interpretacion met aangrenzend een grote botanische tuin en een jachtmuseum. In het park zijn mogelijkheden om te jagen en te vissen. Er kunnen jeeptochten naar wildobservatiepunten worden gemaakt en er zijn enkele maneges. Het gebied leent zich ook uitstekend voor bergklimmen.